# Laramidia

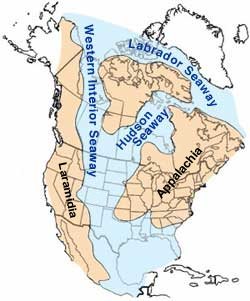
De geografie van Noord-Amerika in het Laat-Krijt.

Laramidia is een voormalig eilandcontinent uit het Laat-Krijt, toen de Western Interior Seaway Noord-Amerika in twee delen splitste.

## Geografie
Van circa 100 tot 66 miljoen jaar werd Noord-Amerika door de Western Interior Seaway, een zeestraat die de Arctische Oceaan met de Caribische Zee verbond, in twee subcontinenten opgedeeld: Laramidia in het westen en Appalachia in het oosten. Laramidia strekte zich uit van het tegenwoordige Alaska tot aan het noorden van het huidige Mexico. Met verdwijnen van de zeestraat bij de overgang van het Mesozoïcum naar het Kenozoïcum werd Noord-Amerika weer één continent.

## Fauna
Laramidia was het leefgebied van bekende dinosauriërs zoals Tyrannosaurus, Ankylosaurus, Parasaurolophus, Triceratops en Styracosaurus. Fossielen van de fauna van Laramidia zijn onder meer gevonden in Dinosaur Provincial Park in Alberta, de Hell Creek-formatie in Montana en de Cerro del Pueblo-formatie in Coahuila de Zaragoza. 